# Торре-де-Монкорву
То́рре-де-Монко́рву (порт. Torre de Moncorvo; МФА: [ˈto.ʁɨ dɨ mõ.ˈkoɾ.vu], То́ри-ди-Монко́рву) — муніципалітет і містечко в Португалії, в окрузі Браганса. Розташований у північно-східній частині країни, на теренах історичної португальської провінції Трансмонтана. Належить до Брагансько-Мірандської діоцезії Католицької церкви в Португалії. Права міського самоврядування має з 1225 року. Поділяється на 13 парафій. За адміністративним поділом, чинним до 1976 року, був складовою провінції Трансмонтана і Верхнє Дору. Площа муніципалітету — 531,56 км², населення муніципалітету — 8572 ос. (2011); густота населення — 16,13 осіб/км²
. Патрон — Діва Марія. Святковий день муніципалітету — 19 березня. Поштовий індекс — 5160.  Код місцевої адміністративної одиниці — 0409. Складова статистичного регіону Північ.

## Географія
Торре-де-Монкорву розташоване на північному сході Португалії, на півдні округу Браганса.
Містечко розташоване за 75 км на південний захід від міста Браганса.
Торре-де-Монкорву межує на півночі з муніципалітетами Віла-Флор, Алфандега-да-Фе і Могадору, на південному сході — з муніципалітетом Фрейшу-де-Ешпада-а-Сінта, на південному заході — з муніципалітетом Віла-Нова-де-Фош-Коа, на заході — з муніципалітетом Карразеда-де-Ансіайнш.

## Історія
1225 року португальський король Саншу II надав Торре-де-Монкорву форал, яким визнав за поселенням статус містечка та муніципальні самоврядні права.

## Населення
| Кількість мешканців | Кількість мешканців | Кількість мешканців | Кількість мешканців | Кількість мешканців | Кількість мешканців | Кількість мешканців | Кількість мешканців | Кількість мешканців | Кількість мешканців | Кількість мешканців | Кількість мешканців | Кількість мешканців | Кількість мешканців | Кількість мешканців |
| ------------------- | ------------------- | ------------------- | ------------------- | ------------------- | ------------------- | ------------------- | ------------------- | ------------------- | ------------------- | ------------------- | ------------------- | ------------------- | ------------------- | ------------------- |
| 1864                | 1878                | 1890                | 1900                | 1911                | 1920                | 1930                | 1940                | 1950                | 1960                | 1970                | 1981                | 1991                | 2001                | 2011                |
| 13 012              | 14 312              | 14 427              | 15 701              | 16 783              | 14 546              | 16 155              | 18 582              | 18 539              | 18 741              | 14 027              | 13 674              | 10 969              | 9 919               | 8 572               |

## Парафії
- Асорейра
- Адеганя
- Кабеса-Боа
- Карданя
- Карвісайш
- Каштеду
- Ларіню
- Лоза
- Масореш
- Мош
- Орта-да-Віларіса
- Переду-душ-Каштелянуш
- Соту-да-Веля
- Торре-де-Монкорву
- Уррош
- Фелгар
- Фелгейраш